# 長谷川好三
長谷川 好三（はせがわ こうぞう、1916年（大正5年）12月1日 - 1970年（昭和45年）1月1日）は、日本の政治家・実業家。茨城県議会議員・笠間市長。大泉砕石株式会社・初代代表取締役、茨城放送取締役、茨城新聞取締役、茨城県砕石協会会長。茨城県砕石共同販売理事長。

## 来歴
茨城県笠間市福原出身。県立水戸中学校を卒業し、時事新報・いはらき新聞で記者を務める。その後、日立市議会事務局長を経て1948年に茨城県議に初当選。2期務め、県会財政委員長・運営審査委員長を歴任した。
1963年に笠間市長に当選するも、直後に公職選挙法違反で逮捕。裁判で争うも有罪確定によって1965年に失職。在任中は日動画廊・笠間日動美術館創業者の長谷川仁や洋画家・朝井閑右衛門、小説家・田村泰次郎らと共に特産品の笠間焼による地域振興に取り組み、1964年に笠間市芸術村を開村した。また桜やバラの研究に情熱をかたむけた。
市長失職後は水戸市長選や第32回衆議院議員総選挙に立候補するも、当選できずガス事故で急逝。享年53。

## 親族
長男の長谷川大紋は茨城県議・県議会議長を経て参議院議員。